# Нечатув
Нечатув (пол. Nieczatów) — село в Польщі, у гміні Закшев Радомського повіту Мазовецького воєводства.
Населення — 258 осіб (2011).
У 1975-1998 роках село належало до Радомського воєводства.

## Демографія
Демографічна структура станом на 31 березня 2011 року:
|          | Загалом | Допрацездатний вік | Працездатний вік | Постпрацездатний вік |
| -------- | ------- | ------------------ | ---------------- | -------------------- |
| Чоловіки | 130     | 29                 | 91               | 10                   |
| Жінки    | 128     | 37                 | 73               | 18                   |
| Разом    | 258     | 66                 | 164              | 28                   |